# Nyala
Nyala (en daju: "lugar de conversación o teatro") es la capital del estado de Darfur Meridional, en el oeste de Sudán. Se encuentra a 673 m sobre el nivel del mar.
Era la capital del Imperio Daju, que se estableció alrededor de Jebel Um-Kurdós, hasta su caída a finales del siglo XV.

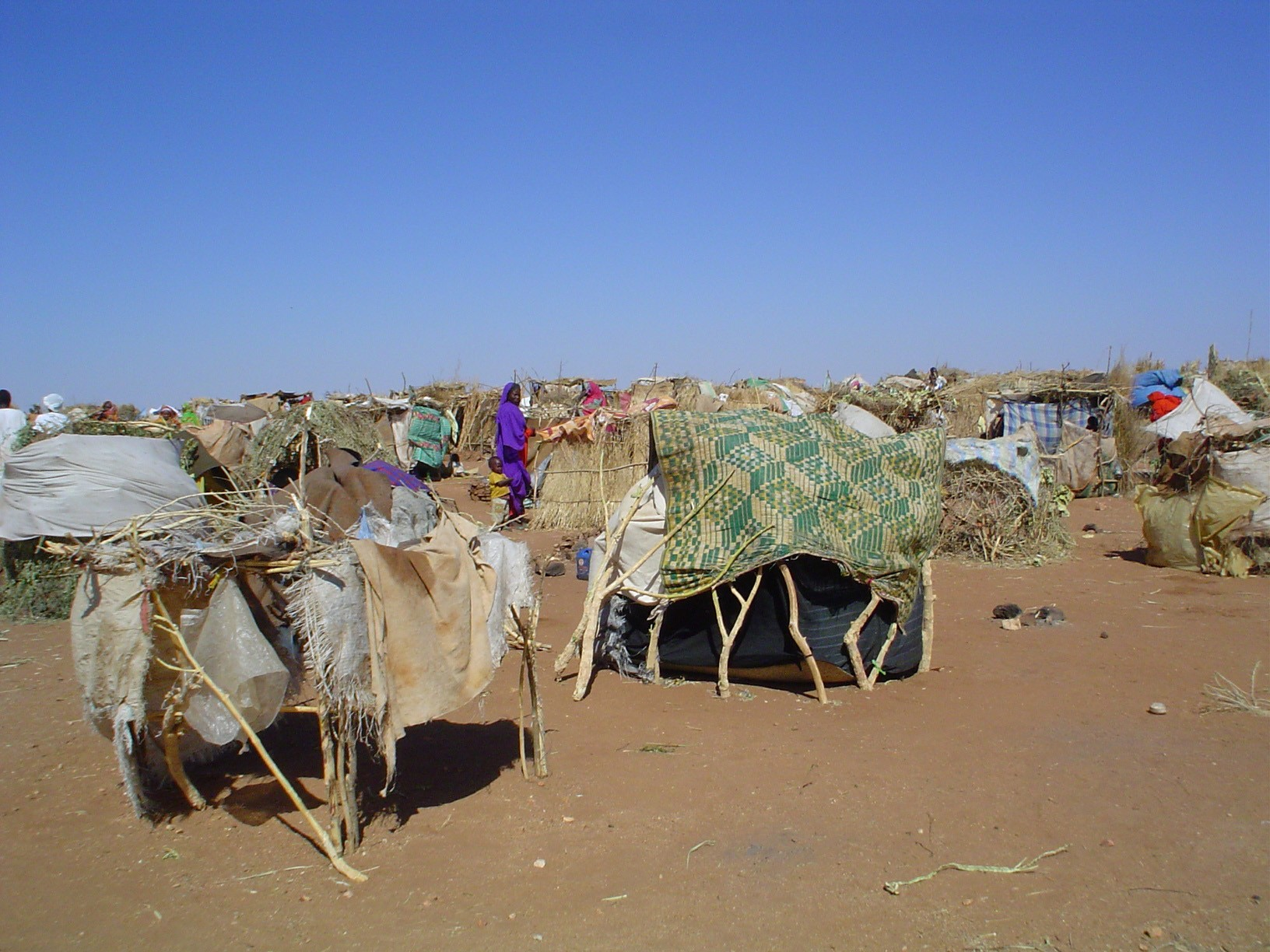
Campo de refugiados cerca de Nyala, resultado del conflicto de Darfur.

Cuando Gran Bretaña conquistó el Sudán, El Comandante en Jefe británico se reunió con el Sultán Adam Suleiman en 1932, pidiéndole consejo debido a su conocimiento de cuáles eran los mejores lugares, en lo relativo a la topografía y la disponibilidad de agua, con vistas a establecer el Cuartel General de la Administración Británica en Darfur. El Sultán Adam Suleiman escogió para ello la ciudad de Nyala. 
Existen numerosos lugares en el que se pueden encontrar restos arqueológicos como cerámica y grabados en at Jebel Daju. Los más importantes serían Nari, Kedingnyir, Dobo, Simiat Hills, Jebel Keima, Kalokitting, Jebel Wara y Jebel Marra.
Durante el actual conflicto de Darfur, miles de refugiados se han concentrado cerca de la ciudad en busca de protección. Tiene 168.331 habitantes.